# أنجم تشودري
أنجم تشودري (بالإنجليزية: Anjem Choudary) (المولود 1967) هو ناشط سياسي واجتماعي بريطاني مسلم. عمل سابقًا كمحامي وخدم كرئيس في جمعية المحامين المسلمين كما عمل متحدثًا باسم الجماعة الإسلامية «الإسلام لبريطانيا» إلى أن حُظرت في الرابع عشر من يناير 2010.
أنشأ مع عمر بكري فستق المنظمة الإسلامية «المهاجرون». نظمت الجماعة عدة مظاهرات معادية للغرب من بينها مسيرة تظاهرية محظورة في لندن أدت إلى استدعاء تشودري إلى المحكمة. تم حلّ المنظمة لاحقًا بعد أن أخذت الحكومة البريطانية بحظرها. كان تشودري حاضرا عند انطلاقة المنظمة التي هدفها خلافة منظمة «المهاجرون» والتي سميت «أهل السنة والجماعة» التي حُظرت هي الأخرى. بعد ذلك، أصبح تشوردي الناطق الرسمي باسم منظمة «الإسلام لبريطانيا».
في 6 سبتمبر من عام 2016، حُكم عليه بالسجن لمدة خمس سنوات وستة أشهر بتهمة دعمه لتنظيم الدولة الإسلامية.

## روابط خارجية
- أنجم تشودري على موقع IMDb (الإنجليزية)